# Palaechthona hypoleuca
Palaechthona hypoleuca là một loài bướm đêm trong họ Noctuidae.